# Annie Cruz

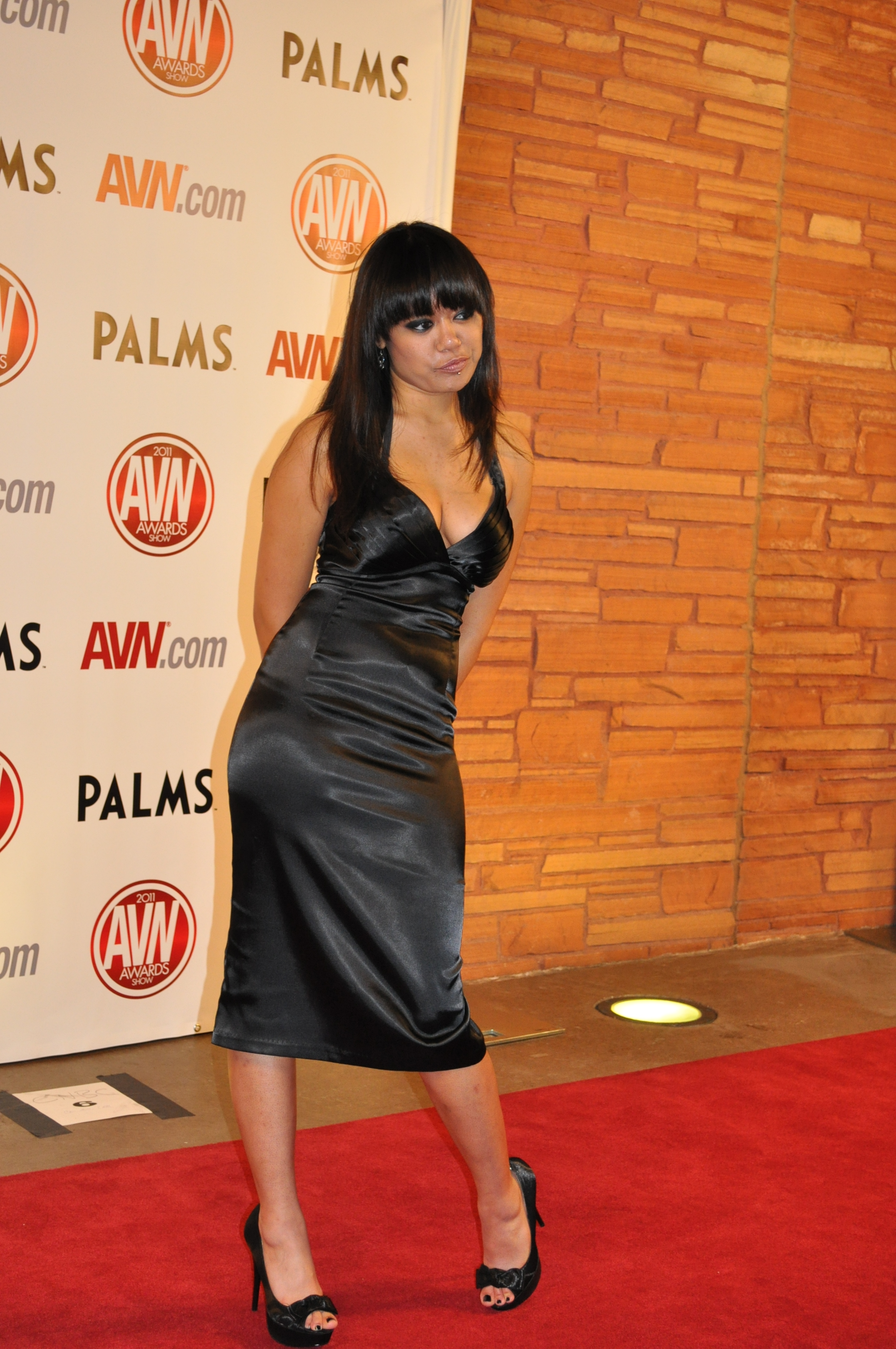
Annie Cruz, 2011

Annie Cruz (* 6. November 1984 in Stockton, Kalifornien) ist eine philippinisch-amerikanische Pornodarstellerin und Model.

## Karriere
Cruz ist die Tochter philippinischer Einwanderer und ging auf die Brookside Christian High School in Stockton.
Ihre Pornokarriere begann sie im Jahr 2004. Seitdem hat sie in über 300 Filmen mitgespielt. Sie trat auch schon in der Howard Stern Show auf.
Sie war zweimal für den AVN Award nominiert und konnte ihn 2009 in der Kategorie „Most Outrageous Sex Scene“ gewinnen. Annie Cruz ist vor allem bekannt für ihre Darstellungen der weiblichen Ejakulation, wofür sie 2008 mit dem Adam Film Award ausgezeichnet wurde.

## Filmografie (Auswahl)
- 2004: Naughty Naturals 3
- 2005: Butt Busters 2
- 2006: Corruption
- 2006: Evil Pink 2
- 2007: Slutty and Sluttier 4
- 2008: Squirt Gangbang 3
- 2008: Jason Colt – The Mystery of the Sexy Diamonds
- 2008: Night of the Giving Head
- 2009: The Great American Squirt Off 2
- 2009: Tristan Taormino's Expert Guide to Anal Pleasure for Men
- 2010: Asian Fucking Nation 4
- 2011: Squirtamania 17
- 2011: The Rocki Whore Picture Show: A Hardcore Parody

## Auszeichnungen & Nominierungen
- 2007: AVN-Award-Nominierung – Underrated Starlet of the Year
- 2007: AVN-Award-Nominierung – Best Group Sex Scene (Video) – Corruption
- 2007: F.A.M.E.-Award-Finalistin – Dirtiest Girl in Porn[1]
- 2008: Adam-Film-Award – Squirt Queen of the Year[2]
- 2009: AVN-Award-Gewinner – Most Outrageous Sex Scene – Night of the Giving Head
- 2022: Aufnahme in die Hall of Fame des Urban X Awards[3][4]